# Brüll den Teufel an
Brüll den Teufel an (auch bekannt als Zwei wie Hund und Katz) ist ein britischer Film aus dem Jahr 1975. Seine Premiere war 1976. In den Hauptrollen sind Lee Marvin und Roger Moore zu sehen.

## Handlung
Sansibar 1913: Der ältere Amerikaner O’Flynn lebt davon, in Deutsch-Ostafrika Elefanten zu wildern, um deren Stoßzähne zu verkaufen. Für die Finanzierung seines nächsten Jagdzugs spannt er den ahnungslosen Engländer Sebastian Oldsmith, den er kurz zuvor unerkannt beraubt hatte, ein.
Bei der Jagd macht der Engländer Bekanntschaft mit O’Flynns Erzfeind, dem Kommandanten Fleischer, der den beiden schließlich mit einem Kanonenboot zu Leibe rückt. Ihre Dhauw wird vom deutschen Kreuzer Blücher zum Kentern gebracht und sie verlieren ihre Beute. In O’Flynns Heimat in den USA verliebt sich Oldsmith in dessen Tochter Rosa. Sie heiraten und bekommen eine Tochter. Bei einem weiteren Raubzug in Deutsch-Ostafrika erfahren sie, dass der Erste Weltkrieg ausgebrochen ist.
Da O’Flynn sich auf dem deutschen Territorium auskennt, wird er für die Engländer als Spitzel interessant, was der Haudegen gerne an seinen Schwiegersohn abgibt, aber selbst die Belohnung dafür kassiert. So sollen sie in Erfahrung bringen, wo die Blücher versteckt ist, da sie der englischen Navy ein Dorn im Auge ist. Bei einem Überfall auf einen Materialtransport können sie einen deutschen Marineoffizier gefangen nehmen. Bei einem Aufklärungsflug, der böse endet, kann der Standort der Blücher ausfindig gemacht werden. Als einheimische Arbeiter getarnt betreten sie das Schiff und wollen es sprengen – was nicht so einfach erscheint, nachdem Fleischer ihr Lager entdeckt und Rosa in seine Gewalt gebracht hat. Während die Zeitbombe läuft, rettet Oldsmith Rosa. O’Flynn opfert sich, damit beide fliehen können.

## Kritiken
„Ein mit vermeintlich publikumswirksamen Zutaten aufbereiteter, in der Substanz aber unglaubwürdiger und zerdehnter Abenteuer-, Klaumauk- und Kriegsfilm […]. Klischee reiht sich an Klischee, Vorurteil an Vorurteil, begleitet von einem infantilen Dialog.“